# Буш (Француска)
Буш (фр. Bauche) насеље је и општина у источној Француској у региону Рона-Алпи, у департману Савоја која припада префектури Шамбери.
По подацима из 2011. године у општини је живело 471 становника, а густина насељености је износила 71,58 становника/km². Општина се простире на површини од 6,58 km². Налази се на средњој надморској висини од 520 метара (максималној 1.311 m, а минималној 408 m).

## Демографија
| 1962. | 1968. | 1975. | 1982. | 1990. | 1999. | 2011. |
| ----- | ----- | ----- | ----- | ----- | ----- | ----- |
| 150   | 179   | 154   | 117   | 171   | 224   | 471   |

График промене броја становника у току последњих година